# Червоні Шашки
Червоні Шашки (англ. Red Checkers) — пілотажна команда Королівських ВПС Нової Зеландії.

## Історія
Вперше створена у 1967 році. Група виступала на національному та міжнародному рівнях, зокрема в Австралії та у Франції. Використовувала літаки North American T-6 Texan. Літаки команди мали ніс, пофарбований у червоно-білу клітинку. Базувалася команда у Віграмі.
У 1973 році команда була розформована через світову паливну кризу. У 1980 команду було відновлено на літаках новозеландського виробництва PAC CT/4 Airtrainer серії B.
У 1994 році команда перебазувалася на аеродром Охакеа.
У 1999 році Red Checkers змінили літаки на PAC CT/4 Airtrainer серії E, також виготовлені в Новій Зеландії.
У 2015 команду було остаточно розформовано через зняття літаків CT-4 Airtrainer з експлуатації. Її замінили Чорні Соколи, які літають на T-6 Texan II.

## Інциденти
14 січня 2010 року командир ескадрильї Нік Крі на літаку CT-4 загинув, врізавшись у землю під час тренувального польоту біля бази Охакеа.
1 березня 2010 під час тренувального польоту два літаки команди зіштовхнулися, один з них отримав незначні пошкодження. Команду було дискваліфіковано до кінця сезону.

## Галерея

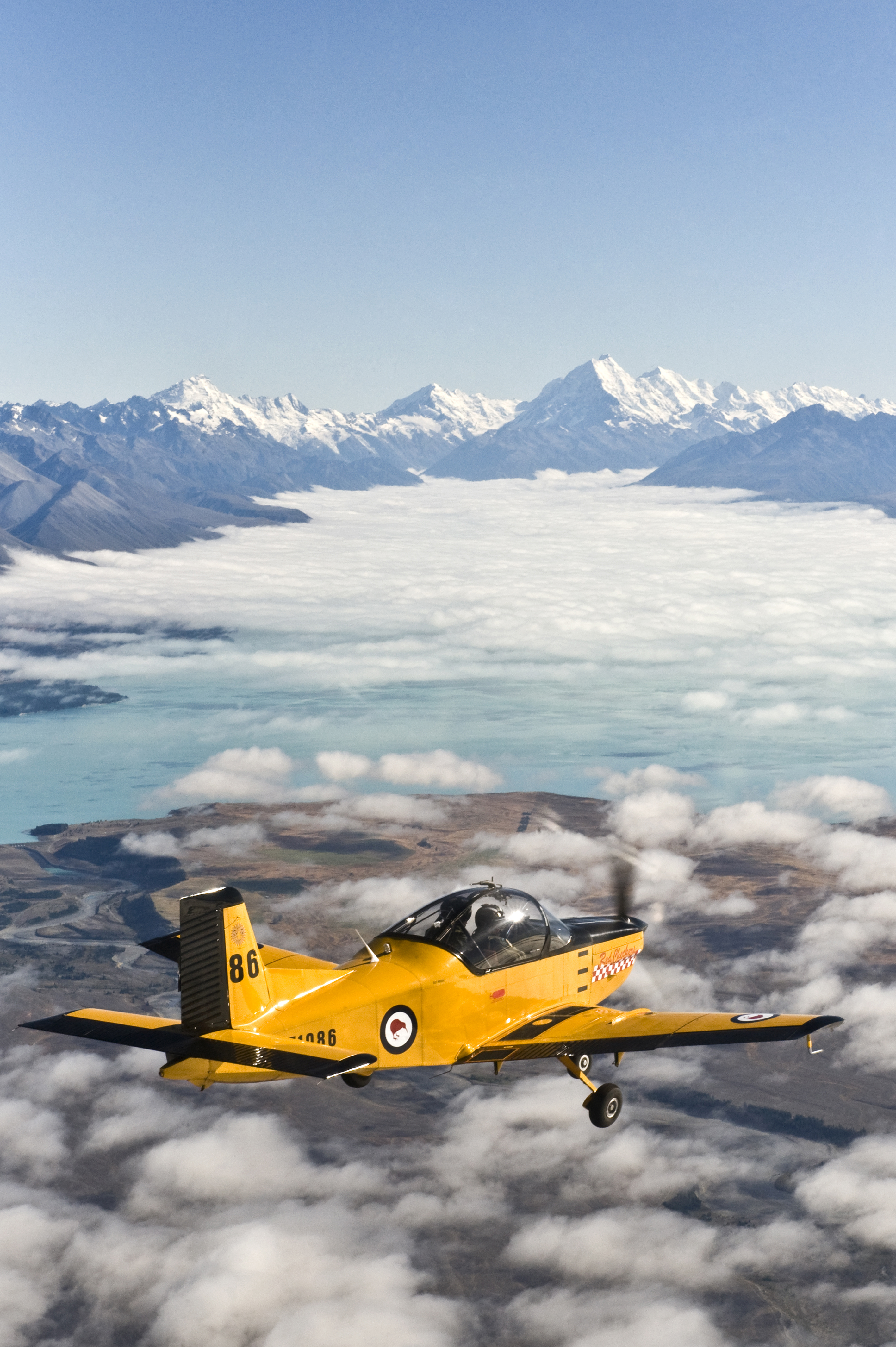
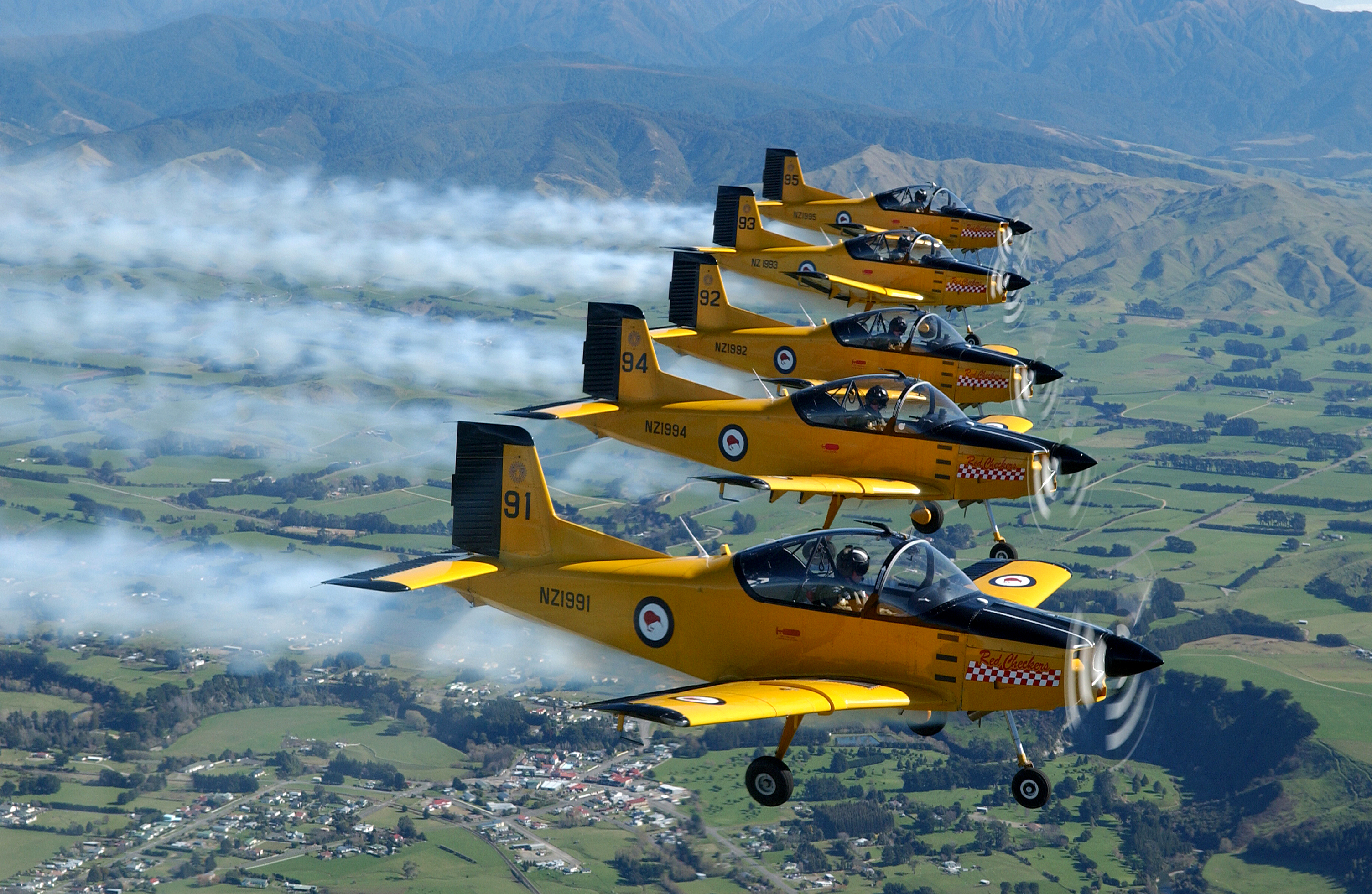
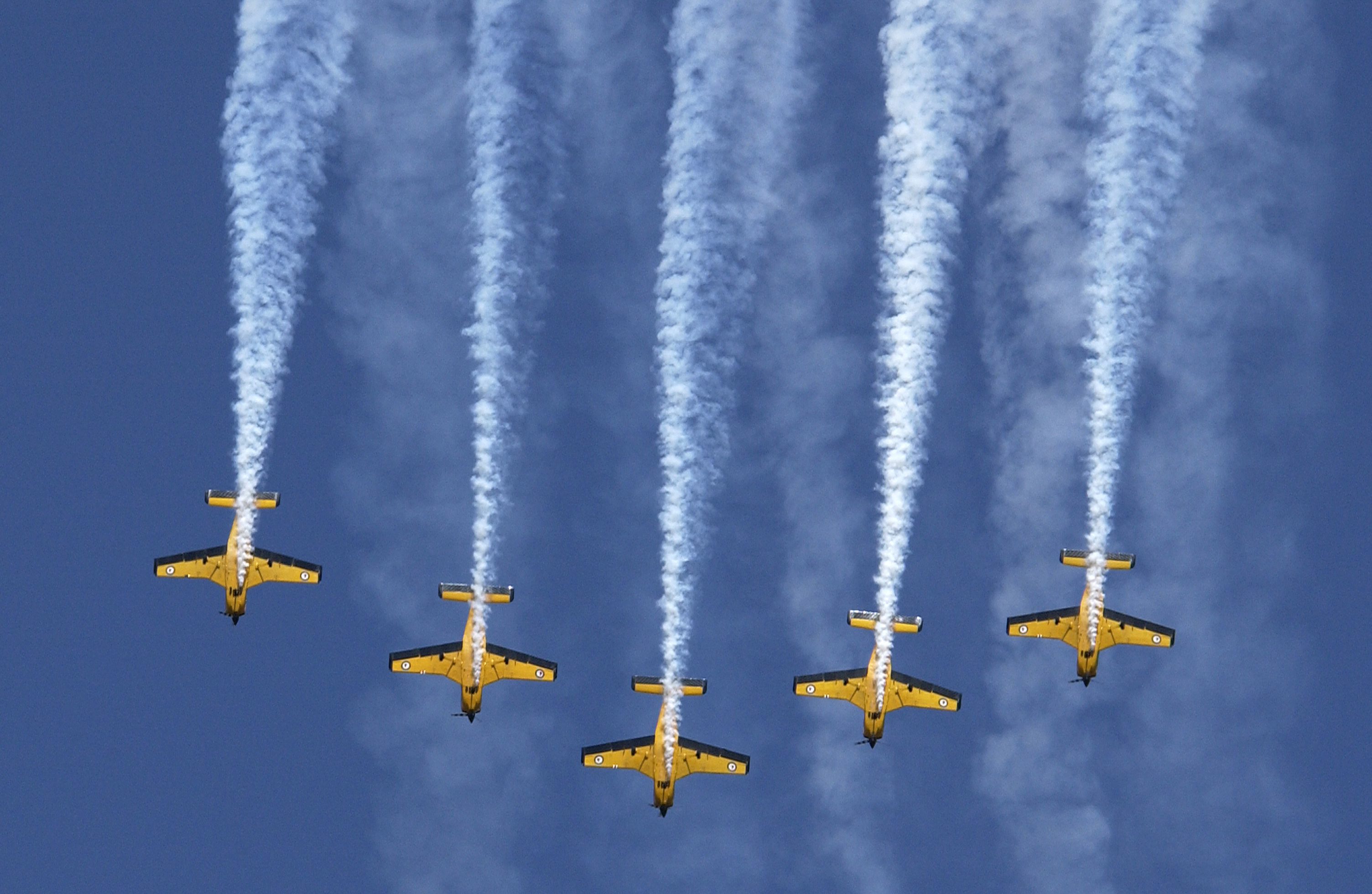
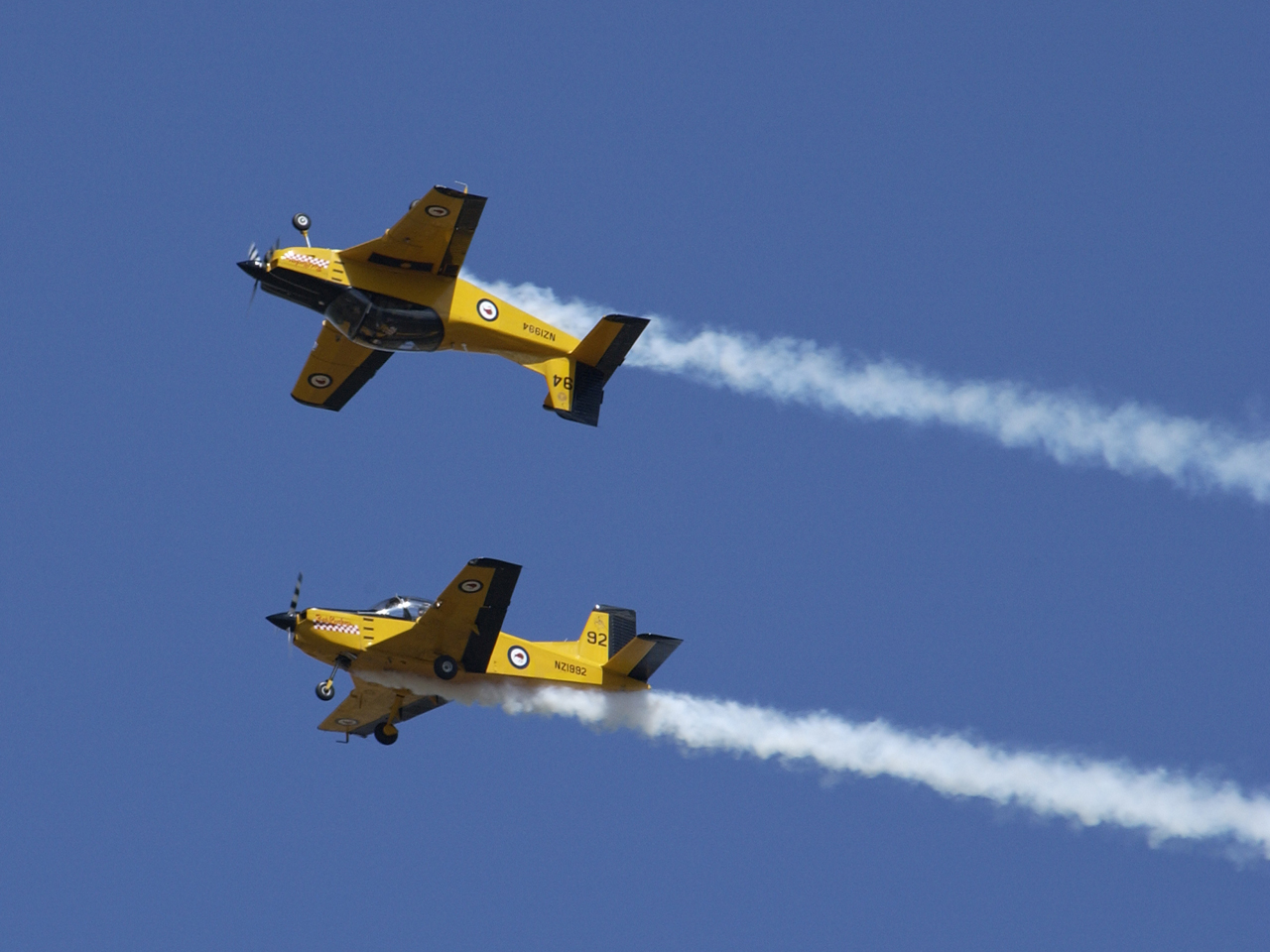
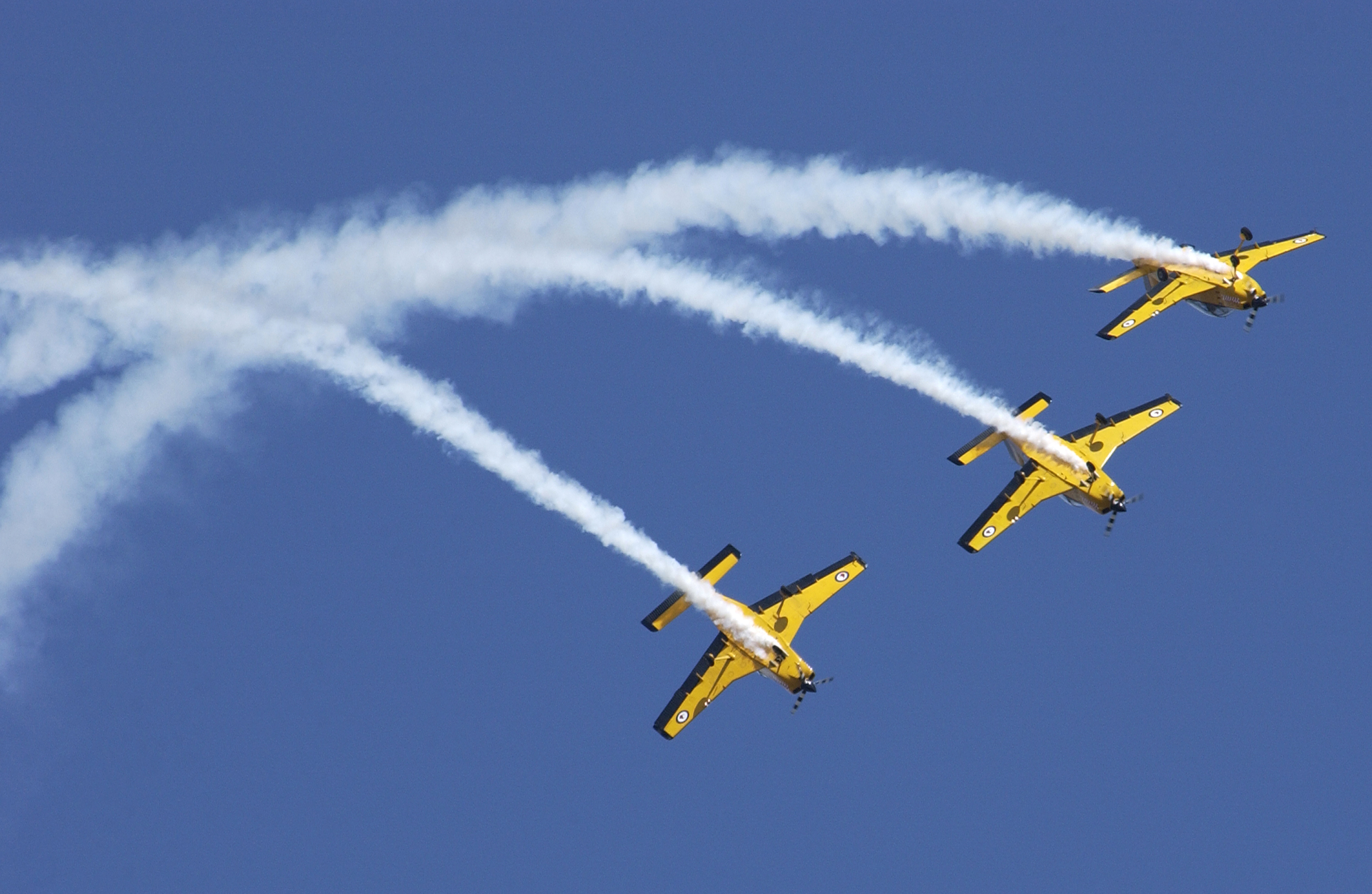
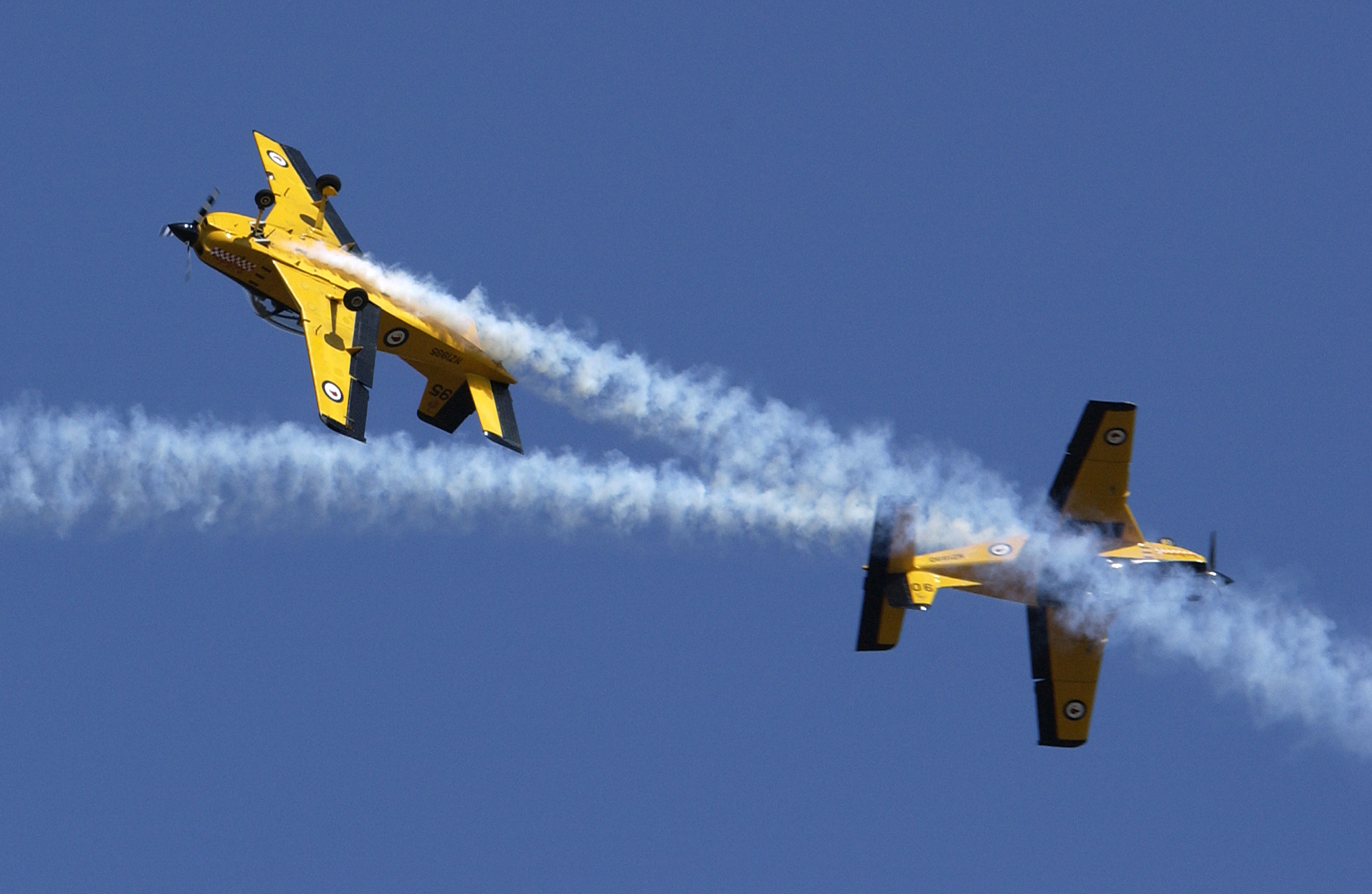